# Чокан, Илие
Илие Чокан (рум. Ilie Ciocan; 10 июня 1913, Кременары, Галичеа, Вылча, Румыния) — румынский супердолгожитель, чей возраст подтверждён GRG и LQ. Является 47-м старейшим живущим жителем мира и старейшим живущим жителем Румынии в истории.

## Биография
Илие Чокан родился в селе Кременары, Галичеа, уезд Вылча, Румыния, 28 мая 1913 года (10 июня, с момента перехода на григорианский календарь). Его жизнь была нелёгкой: в шесть лет он остался сиротой сначала по вине отца, а в двенадцать – по вине матери. Чтобы выжить, ему пришлось с раннего возраста начать работать пастухом в деревне за «кусок хлеба». До 14 лет он пас коров.
В 18 лет он женился на Флоаре Обогяну, которая была на семь лет старше его и владела участком земли. Они официально обвенчались 28 января 1932 года в Румынской православной церкви. У них было шестеро детей: три дочери и три сына.
В 22 года он был мобилизован в армию, в 1935 году был включен в состав 6-го Питештского артиллерийского полка, а в 1941 году отправился на фронт. Во Второй мировой войне он участвовал в качестве артиллериста и связного на Восточном фронте, от Одессы до излучины Дона, а также на Западном фронте и даже в Чехословакии.
Его стойкость и упорство обеспечили ему освобождение от службы в 1945 году, как многодетному отцу. Он вернулся с фронта невредимым. После Второй мировой войны получил статус ветерана.
После 1990 года в соответствии с приказом Министерства национальной обороны Румынии о повышении в должности Чокан получил звание майора.
Его жена Флоареа умерла в 1992 году в возрасте 87 лет.
До 90 лет он ездил на велосипеде. В возрасте 93 лет он поскользнулся на снегу и сломал ногу, но успешно выздоровел, хотя и отказался от врачей, чтобы наложить ему на ногу гипс. До 103 лет мог читать Библию и газеты без очков. Через три года он потерял слух и зрение. До 107 лет Илие жил один в своем доме с помощью сына, а после смерти сына в возрасте 88 лет в мае 2020 года о нем продолжали заботиться внуки. В середине апреля 2024 года, в возрасте почти 111 лет, во время приступа деменции, он упал с кровати и сломал таз, был госпитализирован. Врачи не решились на операцию, но он успешно поправился через несколько недель. Вопреки прогнозам врачей, он поправился и в хорошей форме отпраздновал свой 111-й день рождения .
29 апреля 2025 года местные власти и румынская армия присвоили ему звание почетного гражданина жудеца Вылча.
На 2025 год Илие Чокан проживал в деревне Братия дин Вале, Галича, уезд Вылча, Румыния.

## Рекорды долголетия
- 15 февраля 2021 года, после смерти 108-летнего Иоана Лэшкэу, он стал старейшим из ныне живущих мужчин Румынии.
- 15 марта 2021 года, после смерти 108-летнего Стелиоса Фрагиадулакиса из Греции, он стал старейшим ныне живущим мужчиной на Балканах.
- 2 февраля 2022 года, после смерти 109-летней Марии Михай, он стал старейшим известным ныне живущим человеком в Румынии.
- 28 февраля 2023 года, после смерти 109-летнего Константина Хертою, он стал последним известным живущим человеком в Румынии, родившимся до 1915 года, и последним балканцем, родившимся до начала Первой мировой войны.
- 5 апреля 2023 года, после смерти 111-летней Иоанны Проиу-Димитриаду из Греции, он стал старейшим ныне живущим человеком на Балканах.
- 10 июня 2023 года он отпраздновал свой 110-й день рождения, став супердолгожителем.
- 2 июля 2023 года, после смерти 108-летнего Рамиза Сельмани из Северной Македонии, он стал последним известным живущим мужчиной балканцем, родившимся до 1915 года.
- 9 ноября 2023 года его возраст был подтвержден GRG.
- 7 января 2024 года, после смерти 111-летнего француза Андре Людвига, он стал старейшим ныне живущим ветераном Второй мировой войны в Европе.
- 30 января 2024 года, после смерти 111-летнего японца Цунэдзи Оямы, он стал старейшим ныне живущим ветераном Второй мировой войны в мире.
- 13 августа 2024 года, после смерти 111-летнего британца Джона Фаррингдона, он стал последним живущим мужчиной европейцем, родившимся в 1913 году.
- 13 сентября 2024 года, после смерти 110-летнего Фикрие Локи из Северной Македонии, он стал последним живущим человеком на Балканах, родившимся до 1915 года.
- 25 ноября 2024 года, после смерти 112-летнего британца Джона Тиннисвуда, он стал старейшим ныне живущим мужчиной в Европе.
- 16 января 2025 года в возрасте 111 лет и 220 дней Чокан превзошел последний возраст Думитру Комэнеску в 111 лет и 219 дней, став старейшим официально зарегистрированным мужчиной и жителем Румынии.
- 10 июня 2025 года он отпраздновал свой 112-й день рождения, став первым сертифицированным человеком в Румынии, достигшим этого возрастного рубежа.